# ОШ „Ђура Јакшић” Параћин
ОШ „Ђура Јакшић” у Параћину је једна од установа основног образовања на територији општине Параћин.
Напуштањем Турака и припајање Параћина младој српској држави 1833. године, створили су се услови за отварањем прве основне школе. Од те прве параћинске школе наслеђе води данашња модерна и савремена школа „Ђура Јакшић”. Према познатим подацима први учитељ у Параћину био је Радисав Дацкар.
Подаци о месту и локацији прве школе у Параћину указују на простор данашњег хотела „Петрус”, а у данашњој згради Музичке школе и библиотеке школа је била смештена све до 1972. године када су ученици и наставници прешли у садшњу зграду у Раваничкој улици.
Школа данас има 573 ученика распоређена у 26 одељења, од чега 14 у нижим и 12 у вишим разредима. Школа има подручно одељење у Чепуру које броји 36 ученика. Наставу реализује 14 учитеља и 29 наставника. У школи ради психолог, библиотекар, секретар и рачуновођа.
Поред матичне школе постоји и издвојено одељење у Чепуру.